# Matthew MacCaull
Matthew MacCaull (Montréal, 4 aprile 1978) è un attore canadese.

## Biografia

### Carriera
Laureato in lettere e filosofia e studente al The Royal Academy of Dramatic Arts, RADA, inizia la sua carriera nel 1999, inizialmente come scrittore creativo ed in seguito come attore. Ha partecipato a numerose serie televisive tra cui iZombie, Rush, Motive, Bates Motel e The Killing. Tra i film invece spicca su tutti Tomorrowland a fianco di George Clooney.

## Filmografia

### Cinema
- Exiles, regia di Rob Gereghty (1999)
- Heart of America, regia di Uwe Boll (2002)
- Sometimes a Voice, regia di Simon Davidson (2003) (cortometraggio)
- What's Up with the Kids?, regia di Simon Davidson (2005) (cortometraggio)
- A Thin Dry Roar, regia di Stephen MacLean (2006) (cortometraggio)
- Battle in Seattle - Nessuno li può fermare (Battle in Seattle), regia di Stuart Townsend (2007)
- Alice & Huck, regia di Kaleena Kiff (2008) (cortometraggio)
- 'til Daylight, regia di Zi Paris (2008) (cortometraggio)
- Breaking Ground, regia di Olesia Shewchuk (2011) (cortometraggio)
- Corvus, regia di Darcy Van Poelgeest (2012) (cortometraggio)
- Braindamage, regia di Matt Leaf (2013) (cortometraggio)
- Amp, regia di Adam Marisett (2013) (cortometraggio)
- Let It Down, regia di David Tenniswood (2013) (cortometraggio)
- Fifty Shades of Grace, regia di Brandon Colby Cook e Lauren McConnell (2014) (cortometraggio)
- Black Fly, regia di Jason Bourque (2014)
- Grace - Posseduta (Grace - The Possession), regia di Jeff Chan (2014)
- Roar, regia di Stuart Langfield e Dylan Rekert (2014) (cortometraggio)
- The Marine 4: Moving Target, regia di William Kaufman (2015)
- Tomorrowland - Il mondo di domani (Tomorrowland), regia di Brad Bird (2015)
- Star Trek: Beyond, regia di Justin Lin (2016)
- Dragged Across Concrete - Poliziotti al limite (Dragged Across Concrete), regia di S. Craig Zahler (2018)

### Televisione
- Mentors – serie TV, episodio 2x07 (2000)
- Cold Squad - Squadra casi archiviati (Cold Squad) – serie TV, episodio 4x14 (2001)
- Jeremiah – serie TV, episodio 2x15 (2004)
- Creature del terrore (Snakehead Terror) – film TV (2004)
- Mom at Sixteen – film TV (2005)
- Desiderio fatale (Fatal Desire) – film TV (2006)
- Mi sposo a Natale (A Christmas Wedding), regia di Michael Zinberg – film TV (2006)
- Kaya – serie TV, episodio 1x09 (2007)
- Riverworld – film TV (2010)
- Fringe – serie TV, episodio 3x12 (2011)
- The Killing – serie TV, episodio 1x05 (2011)
- Supernatural – serie TV, episodio 6x22 (2011)
- C'era una volta (Once Upon a Time) – serie TV, episodio 1x06 (2011)
- Deck the Halls – film TV (2011)
- This American Housewife – serie TV, episodio 1x01 (2012)
- Emily Owens, M.D. – serie TV, episodio 1x10 (2013)
- Motive – serie TV, episodio 1x12 (2013)
- Bates Motel – serie TV, episodio 1x09 (2013)
- King & Maxwell Deran Sarafian
- Due sorelle, un omicidio (A Sister's Nightmare) – film TV (2013)
- Rush – serie TV, episodio 1x02 (2014)
- iZombie – serie TV, episodi 1x10-1x12-1x13 (2015)
- Cedar Cove – serie TV, episodio 3x02 (2015)
- Vino, donne e canzoni (Love in the Vineyard) – film TV (2016)
- Quando chiama il cuore (When Calls the Heart) – serie TV, 4 episodi (2016)
- Le regole dell'inganno (Stranger in the House) – film TV (2016)
- Lucifer – serie TV, episodio 2x03 (2016)
- Undercover Angel - Un angelo dal cielo (Undercover Angel) - film TV, regia di Steven Monroe (2017)
- Legends of Tomorrow – serie TV, 4 episodi (2016-2018)

## Doppiatori italiani
Nelle versioni in italiano delle opere in cui ha recitato, Matthew MacCaull è stato doppiato da:
- Alberto Bognanni in Stranger in the house, Vendetta, Legends of Tomorrow
- Carlo Scipioni in C'era una volta
- Andrea Mete in Motive
- Marco Vivio in iZombie
- Alessandro Quarta in The Good Doctor